# Monomma wittmeri
Monomma wittmeri es una especie de coleóptero de la familia Monommatidae.

## Distribución geográfica
Habita en Laos.